# Leptogenys diminuta
Leptogenys diminuta är en myrart som först beskrevs av Smith 1857.  Leptogenys diminuta ingår i släktet Leptogenys och familjen myror.

## Underarter
Arten delas in i följande underarter:
- L. d. deceptrix
- L. d. diminuta
- L. d. diminutolaeviceps
- L. d. fruhstorferi
- L. d. laeviceps
- L. d. nongnongi
- L. d. opacinodis
- L. d. palliseri
- L. d. sarasinorum
- L. d. striatula
- L. d. tjibodana
- L. d. woodmasoni

## Bildgalleri

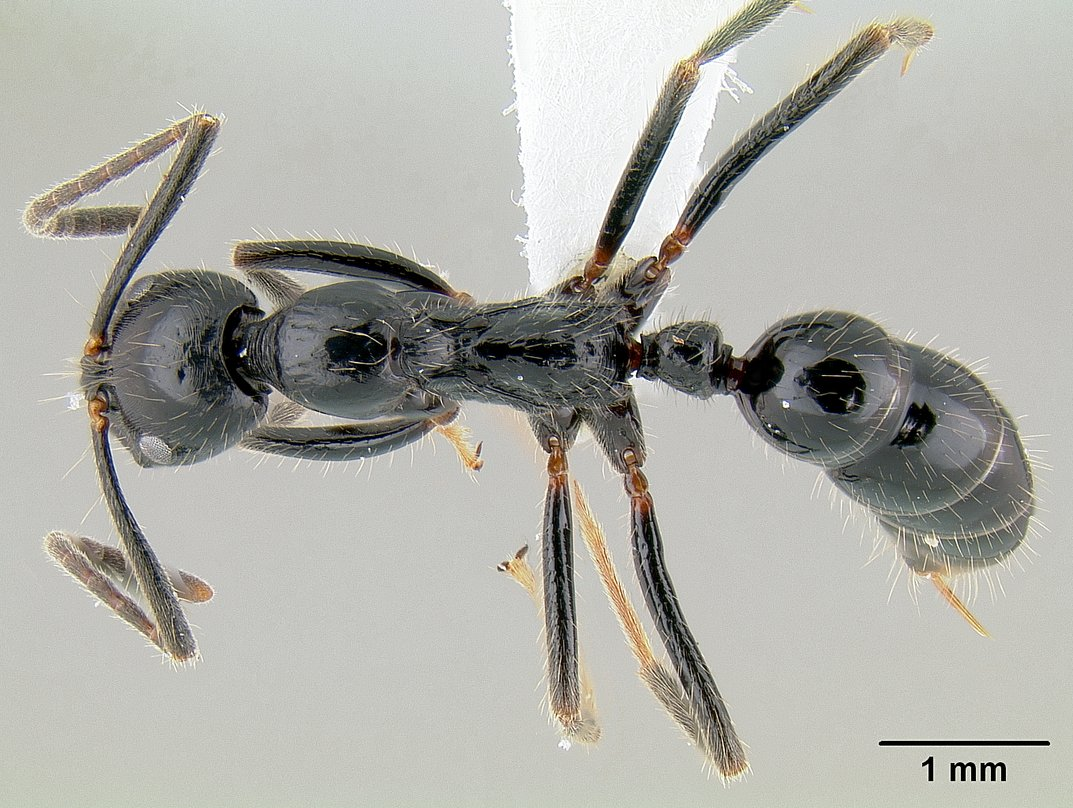
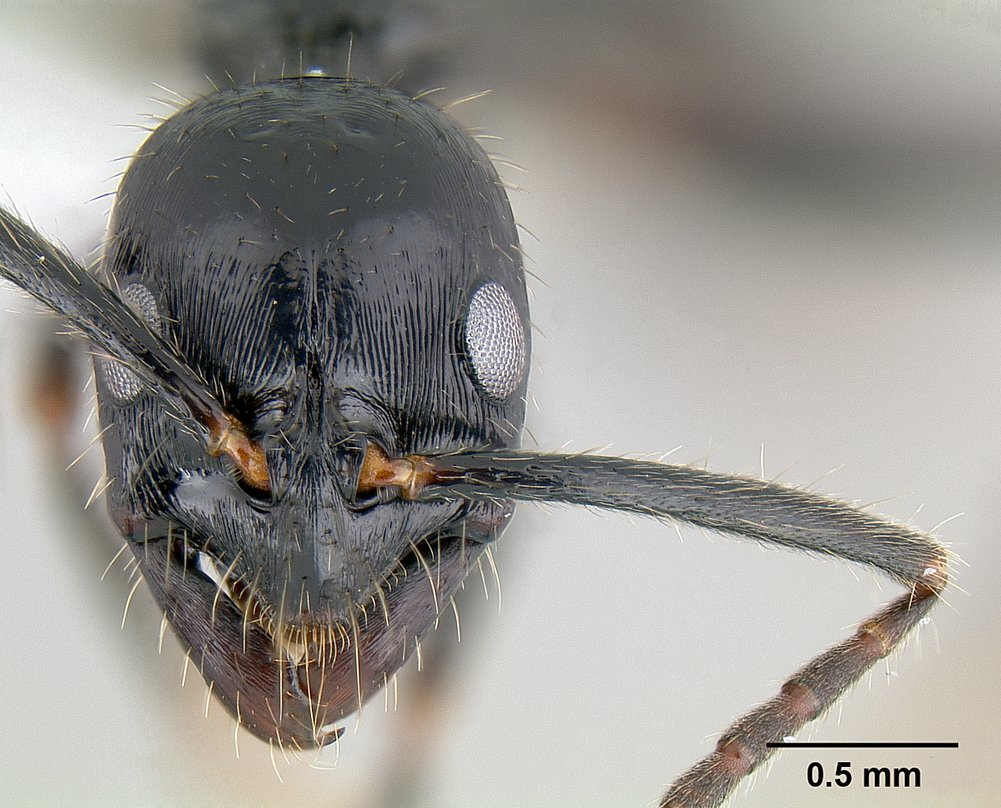
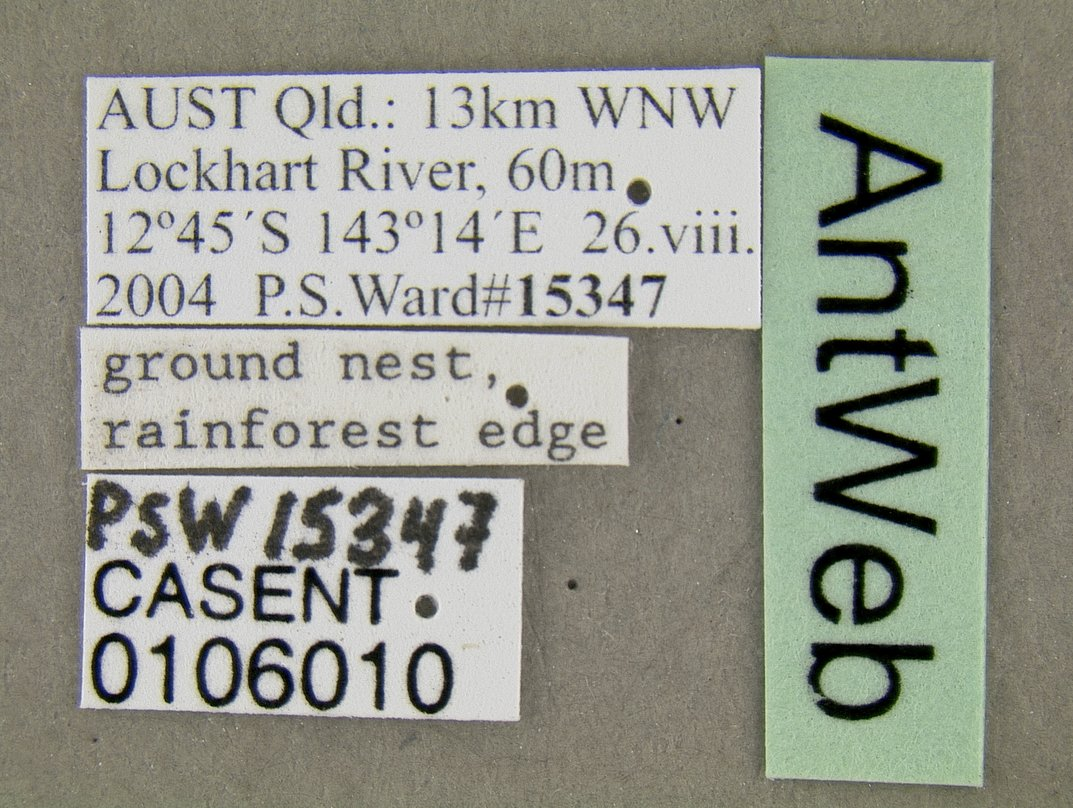
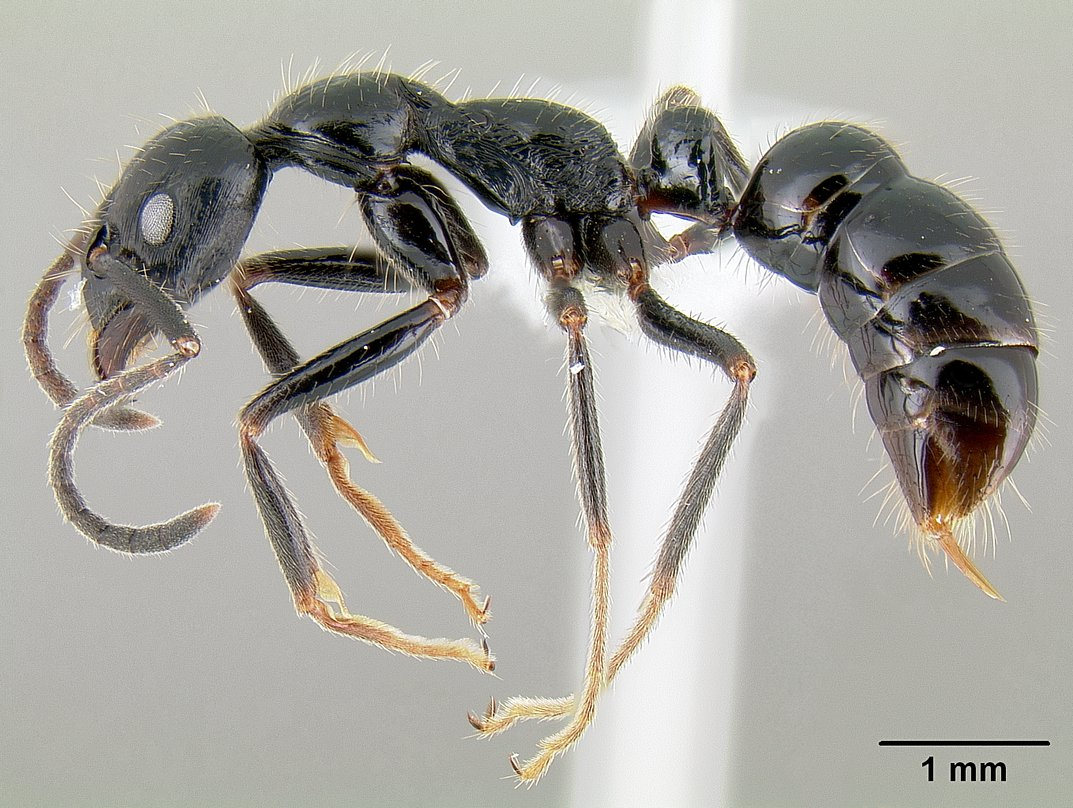